# Chloration (chimie)
Pour les articles homonymes, voir Chloration.
La chloration est une réaction chimique de substitution ou de transposition (les anglophones et de plus en plus les francophones parlent alors plutôt d'« halogénation »).
- Action sur les cyanures : on obtient les cyanates.

Par le dichlore :
CN− + Cl2 + 2 OH− → CNO− + 2 Cl− + H2O.
Par l'hypochlorite :
CN− + ClO− → CNO− + Cl−.
- Action de l'acide hypochloreux HOCl sur l'ammoniac : on obtient les chloramines.

HOCl + NH3 → H2O + NH2Cl (monochloramine)
NH2Cl + HOCl → H2O + NHCl2 (dichloramine)
- Action du dichlore sur le méthane : on obtient le chlorométhane (chlorure de méthyle ou monochlorométhane).

CH4 + Cl2 → CH3Cl + HCl

## Applications
- Chloration du polychlorure de vinyle (PVC) pour fabriquer le polychlorure de vinyle surchloré (PVC-C), tous les deux des chloropolymères.